# Cyborgi (film)
Cyborgi (ukr. Кіборги. Герої не вмирають) – ukraiński dramat wojenny z 2017 roku w reżyserii Achtema Seitabłajewa.

## Opis fabuły
Historia grupy żołnierzy ukraińskich, którzy w roku 2014 bronili lotniska w Doniecku. Dramat żołnierzy walczących przez dwa tygodnie o lotnisko został ukazany na tle sytuacji społecznej Ukrainy i podziałów w ukraińskim społeczeństwie.
Światowa premiera filmu odbyła się w trzecią rocznicę upadku lotniska w Doniecku. Polska premiera filmu odbyła się 28 października 2018.

## Obsada aktorska
- Wiaczesław Dowżenko jako Serpen
- Andrij Isajenko jako Subota
- Wiktor Żdanow jako Staryj
- Makar Tychomyrow jako Mazhor
- Roman Jasinowskyj jako Gid
- Oleg Dracz jako oficer sztabowy
- Oleksandr Piskunow jako Mars
- Roman Semysal jako Redut
- Pawlo Szpegun jako Pavlo
- Jewhen Nyszczuk jako kapitan
- Wsiewołod Szekita jako jeniec rosyjski

## Nagrody i wyróżnienia
- Nagrody Ukraińskiej Akademii Filmowej
  - 6 nagród Złotego Dziga (dla najlepszego filmu, dla najlepszego aktora pierwszoplanowego – Wiaczesław Dowżenko, dla najlepszego aktora drugoplanowego – Wiktor Żdanow, za scenariusz i scenografię)
- Nagroda Ukraińskich Krytyków Filmowych dla najlepszego aktora